# Anderl von Rinn

Darstellung des vorgeblichen Ritualmordes in der Wallfahrtskirche Judenstein (1961 entfernt)

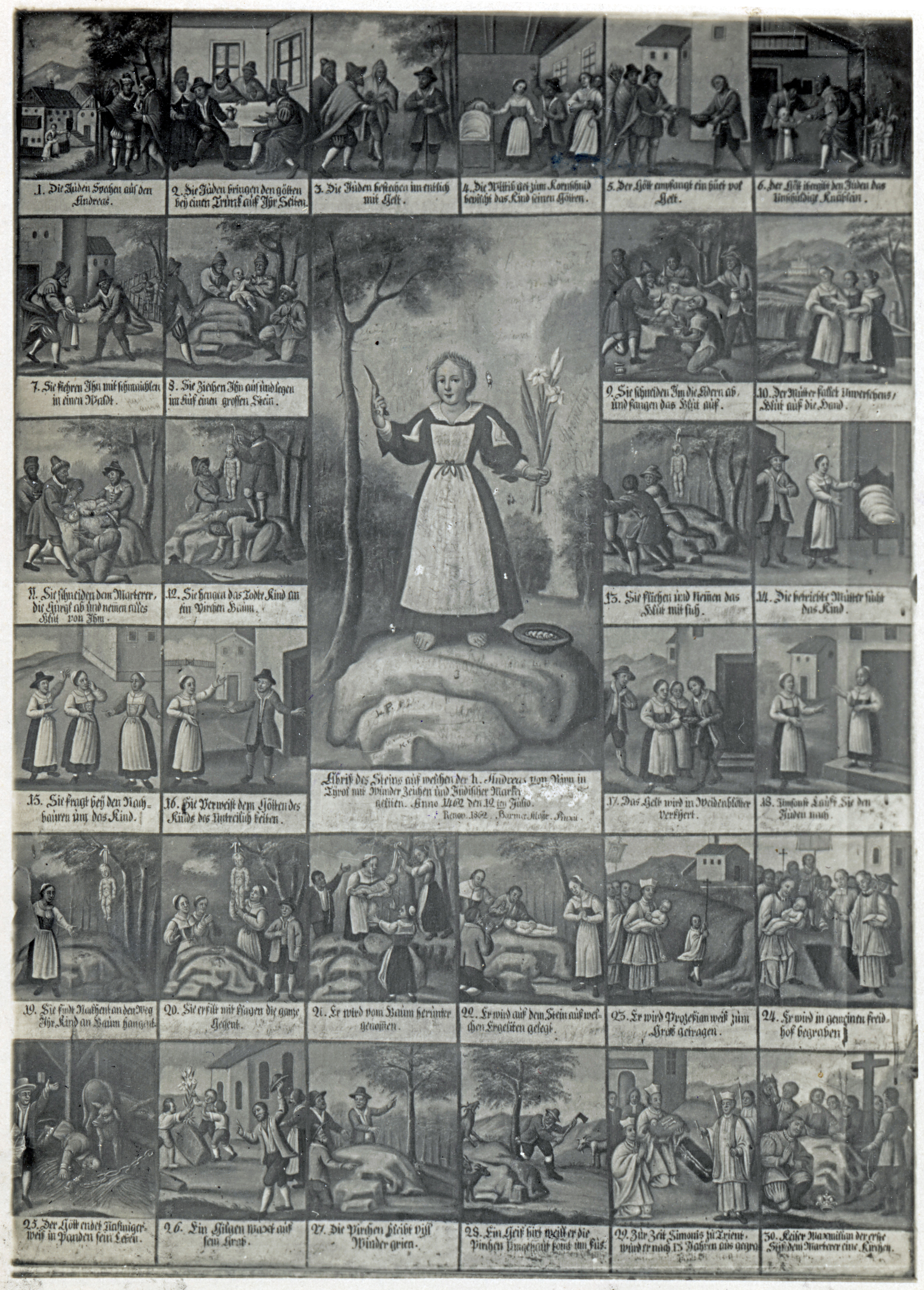
Legendentafel in der Kirche (bis 1961)

Anderl (Andreas) Oxner von Rinn war einer Ritualmordlegende des 17. Jahrhunderts zufolge ein Bub (= Knabe), der am 26. November 1459 geboren und am 12. Juli 1462 im Nordtiroler Dorf Rinn von ortsfremden Juden rituell ermordet worden sein soll. Über mehrere Jahrhunderte hinweg waren seine angeblichen Gebeine, die man in der damaligen Wallfahrtskirche im Ortsteil Judenstein aufbahrte, Ziel von Pilgern. 1961 beendete Papst Johannes XXIII. die Verehrung als Seliger. Wie die neuere historische Forschung inzwischen nachgewiesen hat, und im Jahr 1994 durch das Dekret der Diözese Innsbruck zur Aufhebung des Anderl-Kultes auch von der katholischen Kirche anerkannt wurde, hat es das Ritualmordmartyrium und die Person des Anderl (Andreas) Oxner von Rinn nicht gegeben.

## Entstehung der Legende

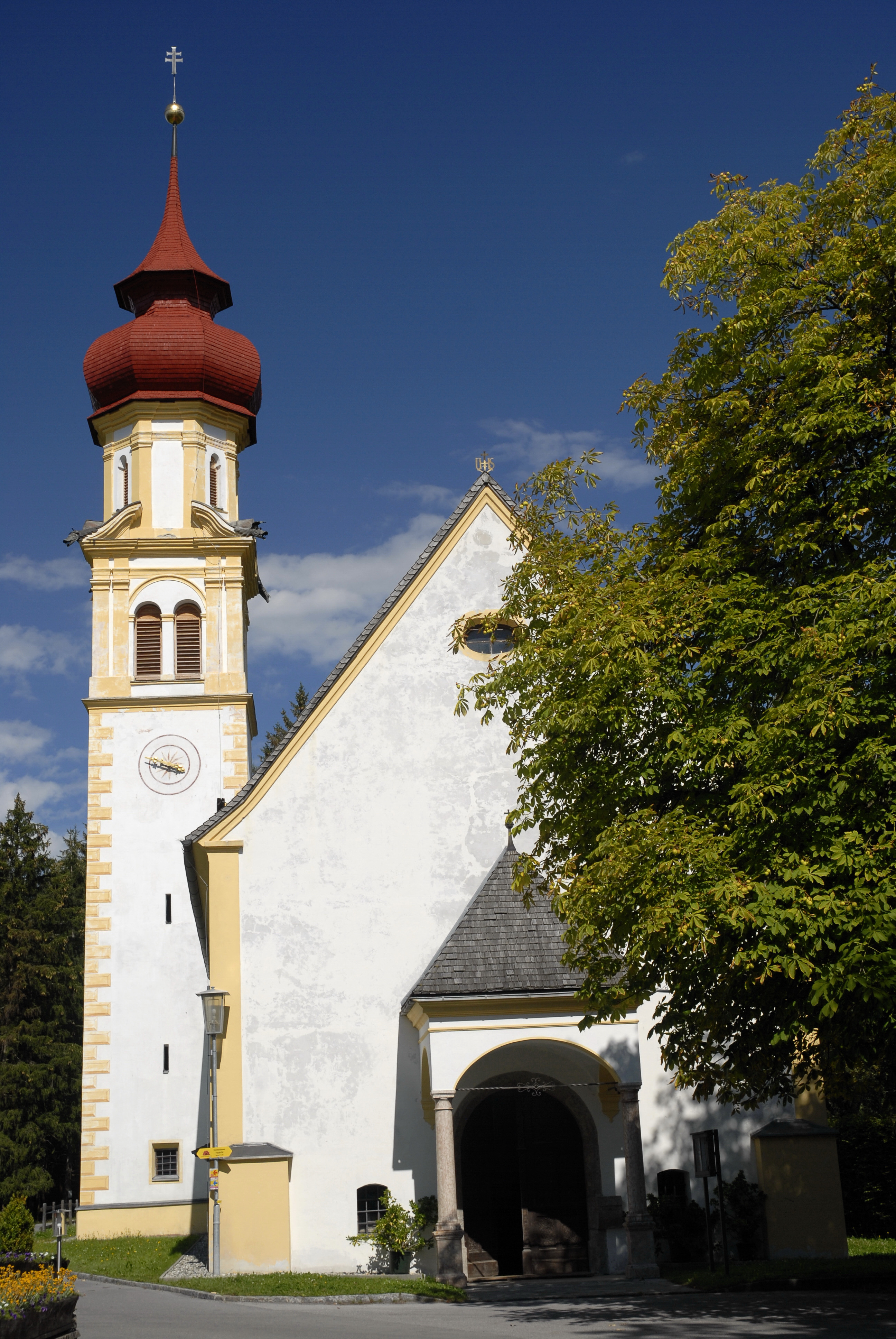
Kirche Mariä Heimsuchung, bis 1994 Wallfahrtskirche

Die eigentliche Legende von der rituellen Ermordung des Andreas (Anderl) entstand um 1620. Der damalige Arzt am adeligen Damenstift in Hall, Hippolyt Guarinoni, hatte eigenen Angaben zufolge von einem Kindsmord gehört und daraufhin eigene Untersuchungen angestellt. Im Jahr 1642 publizierte er ein Buch in Reimform über den Vorfall: Triumph Cron Marter Vnd Grabschrift des Heilig Unschuldigen Kindts. Des Weiteren ist von ihm eine Handschrift erhalten, die 1651 abgeschlossen wurde und den Titel trägt: Begrü[n]dte Historj / Der Marter, Deß Hailling= / Vnschuldigen Khindtß / Andree Von Rinn, / So durch die Juden, Jm .1462. Jahr / Den . 12. tag Julj, Dem Christe[n]thumb / Zu honn Vnd Spott Ermördt. Weitere Schriften über den angeblichen Ritualmord an Andreas von Rinn stammen vom Prämonstratenser Adrian Kempter (1745), Pater Benedikt Cavallesio (1747) und Flaminius Cornelius, Senatsherr von Venedig.
Der in Trient geborene Guarinoni entwarf die Anderl-Legende nach dem Vorbild des weithin bekannten Märtyrerkultes um Simon von Trient. Laut den „Recherchen“ Guarinonis wurde Andreas von Rinn im Jahr 1462 von durchreisenden Juden ermordet – die Jahreszahl der Tat soll ihm im Traum erschienen sein. Die Gebeine des Kindes seien dreizehn Jahre später, angeregt durch den angeblichen Ritualmord an Simon von Trient (1475), in die Pfarrkirche von Rinn überführt und dort beerdigt worden. Um 1620 wurden die Gebeine erneut exhumiert und von Guarinoni untersucht: Er stellte dabei zwanzig Wunden fest, die dem Kind zugefügt worden seien. Im Jahr 1671 wurde der mumifizierte vorgebliche Leichnam zur Verehrung auf den Hochaltar der Kirche in Judenstein bei Rinn übertragen, die über dem angeblichen Tatort, einem als Judenstein bezeichneten Felsen, erbaut worden war. Der Kult um Andreas von Rinn entwickelte sich zu einem bedeutsamen Wallfahrtsort und damit zu einem Beispiel des Antijudaismus in der katholischen Kirche.

## Anderl-Kult und das Jesuitendrama
Das älteste schriftliche Dokument, das vom Anderl-Kult berichtet, stammt aus dem Jahr 1621. Es handelt sich um ein Programmheftchen (eine sogenannte Perioche) für das gegenreformatorische Jesuitendrama Von dem H(eiligen) dreyjärigen Kindlein Andrea. Als Autoren des Dramas gelten die Mitglieder des Haller Jesuitenkollegs, wo das Drama 1621 auch aufgeführt wurde. Guarinoni stand in engem Kontakt mit den Mitgliedern und dem Rektor des Kollegs und wirkte wahrscheinlich als Stofflieferant des Dramas mit. In der Handlung des Stücks werden bereits alle Eckdaten der Märtyrerlegende ausgebreitet: Der dreijährige Anderl wird im Jahr 1462 von seinem geldgierigen Paten an „blutdurstige“ Juden verkauft, die das Kind auf einem Stein, „der noch heutigs tags der Juden Stain genennt wirdt“, ermorden. Das nur in Hall inszenierte Jesuitendrama hat den judenfeindlichen Anderl-Kult wahrscheinlich durch seine Aufführung in Gang gebracht. Aus diesem Jesuitendrama entstanden in den 1650er Jahren Volksschauspiele, die sogenannten Anderlspiele, „die den nachhaltigsten Einfluß auf die Verfestigung der Legende im Volksbewußtsein“ gehabt haben dürften. Zur selben Zeit wurde auch der Stoff um Simon von Trient, der den Anderl im oben genannten Drama als Märtyrer bzw. Ritualmordopfer begleitet, vielfach inszeniert.
In Sachen Verschriftlichung der Anderl-Legende stand Guarinoni bereits Ende 1620 in engem brieflichen Austausch mit dem Münchner Jesuiten Matthäus Rader, der in dem von ihm verfassten Heiligenlexikon, der Bavaria Sancta, mittelalterliche Ritualmordbeschuldigungen erneuerte und erstmals mit aufwändigen Kupferstichen bebilderte, so z. B. auch die von Regensburg. Analysen seines Schriftverkehrs mit Rader ergaben, dass Guarinoni auch daraus Stoff für seine Legende vom Anderl von Rinn schöpfte.
Der Kult um Andreas von Rinn wurde auch vom Prämonstratenser-Stift Wilten gefördert. 1724 verfasste der Wiltener Chorherr Ignaz Zach das mit vier Kupferstichen versehene Werk: Martertod des unschuldigen Kindes Andreas zu Rinn. Im Jahr 1754 veröffentlichte der Konventuale Adrian Kempter die Acta pro veritate Martyrii Corporis & publici cultus Andreae Rinnensis.

## Folgen

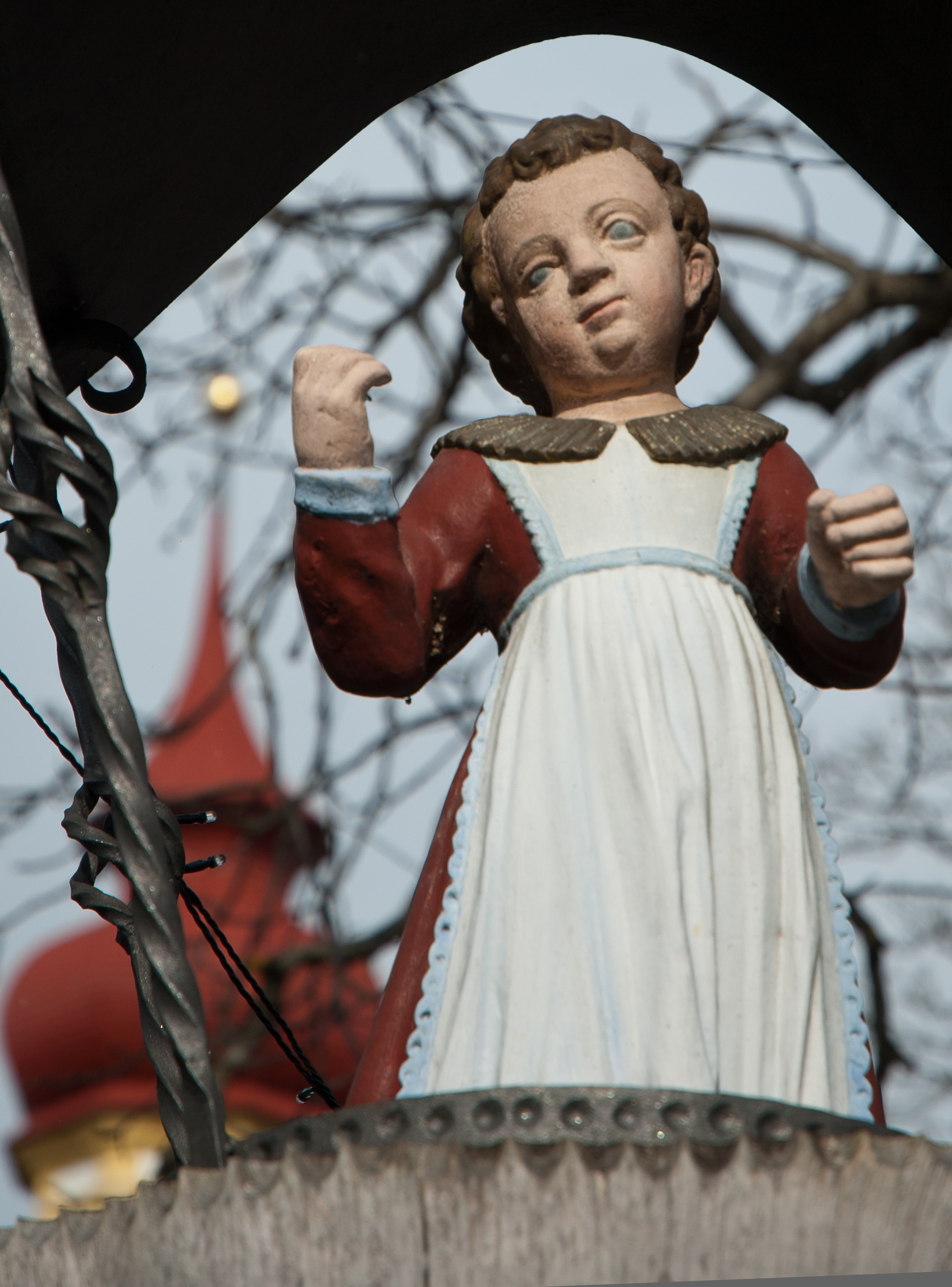
Skulptur des Anderl von Rinn auf einem Brunnen vor der Kirche Mariä Heimsuchung (2012)

Papst Benedikt XIV. erlaubte die Verehrung des Anderl in der römisch-katholischen Kirche durch die päpstliche Bulle Beatus Andreas vom 22. Februar 1755 und nannte ihn „selig“ (beatus). Durch Volksschauspiele, die auf den Schriften von Guarinoni basierten und bis ins Jahr 1954 veranstaltet wurden, verbreitete sich die judenfeindliche Legende. Die Brüder Grimm veröffentlichten die Geschichte des Anderl im Jahre 1816 in ihrem ersten Band deutscher Sagen. 1893 erschien die Schrift „Vier Tiroler Kinder, Opfer des chassidischen Fanatismus“ des Wiener Geistlichen Joseph Deckert, mit der er die Legende weiterverbreitete und den modernen Formen des Antisemitismus dienstbar machte.
Von 1909 bis 1911 setzte sich der in Rumänien geborene Feldrabbiner Josef Sagher (1875–1946) – er war mit jüdischen Soldaten eines Feldjägerbataillons nach Innsbruck gekommen – für die Beseitigung des Kultes ein; er wandte sich an die Bischöfe in Salzburg, Brixen und Trient und sogar an Papst Pius X. Im Juni 1910 bat er mit sachlichen Argumenten den Bischof von Brixen, Joseph Altenweisel, die grausamen Darstellungen in der Kirche in Judenstein zu entfernen, was vom Bischof mit den damals verbreiteten Vorurteilen nicht nur abgelehnt, sondern auch mit der Warnung verbunden wurde, die Entfernung der Bilder könnte das „Volksbewusstsein reizen“. Auch alle weiteren Initiativen blieben erfolglos. Er dokumentierte seine wissenschaftlichen Argumente, Eingaben und Initiativen in einer Studie mit dem Titel „Kritisch historische Untersuchung der Geschichte des Anderl von Rinn in Tirol und die Intervention beim Vatikan und Papst Pius den X.“ und ließ diese im Jahr 1911 im Eigenverlag drucken; von ihr existieren heute nur noch wenige Exemplare. Aus dieser Studie wurden bei einer Veranstaltung des Tiroler Landesmuseums, des Lehrhauses Innsbruck und des Gemeindemuseums Auszüge vorgetragen.
Der Festtag des Anderl von Rinn wurde schließlich 1953 vom Innsbrucker Bischof Paulus Rusch aus dem kirchlichen Kalender getilgt. Ab 1959 setzte sich die Aktion gegen den Antisemitismus in Österreich für die Entfernung der Ritualmordlegende ein – die letzte, die in Europa noch offiziell als Kult gepflegt wurde. Nach vielen Initiativen erfolgte 1961 die Entfernung der Figurengruppe, die die angebliche Tat darstellte, und von Gedenktafeln. 1969 wurde die Kirche von Judenstein renoviert, dabei auch ein Deckengemälde restauriert, dessen Fresken die Legende von der Ermordung des Anderl von Rinn durch Juden darstellte. Nach Protesten aus Deutschland und Frankreich folgten jahrelange Versuche, die kirchlichen Institutionen in Wien und Tirol dazu zu bewegen, gegen dieses Aufleben des Kultes einzuschreiten, die erst 1972 einen kleinen Erfolg brachten: An der Kirche von Judenstein wurde eine erklärende Tafel angebracht. 1978 war diese Tafel wieder verschwunden, weitere Initiativen blieben erfolglos. Erst aufgrund der Recherchen in der von der „Solidaritätsgemeinschaft engagierter Christen“ (SOG) herausgegebenen Broschüre Judenstein – Legende ohne Ende? wurde die Öffentlichkeit erneut auf den fortbestehenden Kult aufmerksam, sodass 1985 die aus Kinderknochen gebastelte und einem Skelett ähnelnde angebliche Reliquie aus der Pfarrkirche entfernt und bestattet wurde. Der Versuch des damaligen Tiroler Bischofs Reinhold Stecher, den Kult endgültig abzuschaffen, scheiterte zunächst, hatte jedoch bereits im Ausland Aufmerksamkeit erregt, sodass es am 25. Juni 1985 zu einem Club 2 im ORF kam, der von Axel Corti geleitet wurde und an dem Bischof Stecher, Felix Mitterer, der Tiroler Theologe Józef Niewiadomski, zwei Bewohner von Rinn, ein Vertreter des ORF-Landesstudios Tirol und Nadine Hauer, die Autorin der SOG-Broschüre, teilnahmen. Der Club 2 schlug nun auch in Österreich hohe Wellen und führte dazu, dass Bischof Stecher noch 1985 die angebliche Reliquie aus der Kirche entfernen ließ. Beim Bundesdenkmalamt konnte er eine fachmännische Abdeckung der Fresken durchsetzen.
Der Tiroler Schriftsteller Helmut Schinagl setzte sich in seinem Roman Die Ferien des Journalisten B. satirisch mit dem Thema auseinander. Da sich der Innsbrucker Politikwissenschafter Andreas Maislinger besonders stark gegen diesen antisemitischen Kult engagierte, karikierte er ihn darin zum „eifernden Soziologen namens Spitzmeusl, der seinen ganzen Ehrgeiz dareinsetzt, diese angebliche Quelle des Antisemitismus zu vernichten, und dabei auch die barocken Fresken des Kirchleins nicht schonen will.“
1987 brachte der dem Engelwerk angehörende Wiener Weihbischof Kurt Krenn eine Verehrung wieder ins Gespräch, wofür ihn Bischof Stecher heftig kritisierte. 1994 verbot dieser den Kult um den Judenstein offiziell, hob die Wallfahrt auf, ließ ein Fresko mit der Darstellung des Ritualmordes in der Ortskapelle überdecken und die Kirche in „Mariä Heimsuchung“ umbenennen.
2015 bekräftigte auch der damalige Innsbrucker Bischof Manfred Scheuer das von seinem Vorgänger Alois Kothgasser bestätigte kirchliche Verbot des Kultes.

## Kult nach dem kirchlichen Verbot
Trotz dem kirchlichen Verbot fand und findet nach wie vor alljährlich am Sonntag nach dem 12. Juli eine privat organisierte Wanderung zum „Judenstein“ bei Rinn statt. Mitorganisatoren waren der suspendierte und in Österreich 1998 wegen Verhetzung verurteilte Kaplan Gottfried Melzer und Robert Prantner, Theologe und wie Krenn Engelwerk-Mitglied. Einzelne Katholiken stimmen der Begehung des Festtags zu und bestreiten gegen die Linie ihrer Kirche und gegen die historischen Erkenntnisse, dass der Ritualmord erfunden wurde. Nach Melzers Tod wurde unter anderem auf der vom Schweizer Priester Reto Nay gegründeten Website gloria.tv für den antisemitischen Kult geworben. Der Berliner Priester Oliver Busse leitete zeitweise die „Anderlsonntage“. Auch die Rechtsextremisten Hemma Tiffner und Gerhoch Reisegger unterstützten den Kult.

## „Anderl-Hof“
Beim „Anderl-Hof“ in Rinn, Pilgerziel der Kultanhänger und vorgeblicher Wohnsitz des Kindes, handelt es sich um einen erst im 17. Jahrhundert errichteten Bauernhof, der zum behaupteten Tatzeitpunkt noch nicht bestand.